# Beat Eberle (Offizier)
Beat Eberle (* 20. April 1960 in Flumserberg) ist ein Schweizer Berufsoffizier (Brigadier).

## Leben
Beat Eberle besuchte das Wirtschaftsgymnasium der Kantonsschule Sargans und absolvierte an den Universitäten St. Gallen und Bern ein Jurastudium. Er erwarb das Rechtsanwaltspatent des Kantons St. Gallen und arbeitete in der Folge als Untersuchungsrichter und Polizeioffizier unter anderem als Chef der Kriminalpolizei und Kommandant a. i. der Kantonspolizei Schwyz, sowie als Kommandant der Kantonspolizei Graubünden. Vom 1. Juli 2012 bis zum 31. Dezember 2015 war er Kommandant der Militärischen Sicherheit der Schweiz, zuvor war er Kommandant des Kompetenzzentrums für Friedenserhaltende Einsätze Swissint.
2002 diente er als National Contingent Commander des 6. Swisscoy-Kontingents im Kosovo, 2003 bis 2005 wurde er als Verteidigungsattaché für Schweden, Finnland, Estland, Lettland und Litauen mit Sitz in Stockholm eingesetzt, 2006 führte er die Territoriale Militärpolizei und 2007 bis 2010 das Kompetenzzentrum für friedenserhaltende Einsätze Swissint.
Nach Beendigung des Arbeitsverhältnisses mit dem Eidgenössischen Departement für Verteidigung, Bevölkerungsschutz und Sport (VBS) am 31. Dezember 2015 erfolgte die Integration in den Expertenpool für zivile Friedensförderung des Eidgenössischen Departementes für Auswärtige Angelegenheiten (EDA) und der Einsatz als Chef des Stabes der UNO-Polizei in der MONUSCO (Mission des Organisations Unies pour la Stabilisation en République Democratique de Congo). In dieser Funktion dient er erst als zweiter Schweizer UNO-General und ist im UNO-Hauptquartier in Goma stationiert. Im Oktober 2015 schied er aus der Schweizer Armee aus und betätigte sich forthin mit sicherheitspolitischen Studien.
Ab November 2017 wurde Beat Eberle selbständiger Unternehmer. Nebst einem international tätigen Beratungsbüro im Bereiche des Risikomanagements, investigativen Themen und Führungsaufgaben, betreibt er eine Anwaltskanzlei in der Südostschweiz. Im Herbst 2020 wurde er Sicherheitschef der Credit Suisse, nachdem sein Vorgänger rund um die «Spygate» von Tidjane Thiam die Bank verlassen musste.
Eberle war mehrere Jahre für Die Mitte (vormals CVP) im Kantonsrat von St. Gallen, zudem trat er die Nachfolger von alt Bundesrätin Ruth Metzler im Universitätsrat der Universität St. Gallen an.